# Dům U Opic
Dům U Opic je původně renesanční měšťanský dům v Praze 1 na Starém Městě v Dlouhé ulici, později barokně přestavěný. Nejstarší zprávy o domě pocházejí z roku 1403. Dům je chráněn jako kulturní památka České republiky.

## Název
Latinsky „domus simiae sunt in longa platea“ – znamená opičí dům na dlouhé ulici, pojmenováno na základě fresek opic na fasádě.[zdroj?] Název domu "U opic" (i U Opiců nebo U Opitzů) se používal během 15. století, kdy byl dům stále uváděn jako nárožní (přední nárožní a zadní ke kostelu sv. Haštala). Jeho cena 44 kop grošů byla ve srovnání se sousedními domy, kde bylo obvykle uváděno 14 nebo 20 kop, vcelku dosti vysoká.[zdroj?]

## Historie a popis
Domovní znamení „U opic“" je na místě nynějšího domu doloženo už v roce 1405. Původně tu stály dva gotické domy, z nichž se dochovaly sklepy a zbytky zdiva v přízemí. Na jejich základech byl v 16. století postaven renesanční měšťanský dům, který byl postižen tzv. Francouzským požárem v roce 1689 a poté byl přestavěn na čtyřkřídlý barokní dům palácového typu. Přestavba proběhla ve dvou etapách, nejprve kolem roku 1725 a poté po roce 1760. Tehdy také vznikly reprezentační sály a palácové schodiště. V roce 1806 byl ještě doplněn střešní pavilon za hlavním křídlem a levé dvorní křídlo bylo v roce 1905 zvýšeno.
Dvoupatrový řadový dům s výrazným uličním průčelím stojí na parcele lichoběžníkovitého tvaru, hlavní křídlo je v její užší části; uvnitř mezi křídly je nevelký dvůr s jednopatrovou pavlačí na levé (západní) straně. Fasáda hlavního uličního průčelí je šestiosá, v jejím středu je mělký dvouosý rizalit s trojúhelným štítem, ohraničený pilastry s ionskou hlavicí. Stejné pilastry jsou i na obou nárožích. Dvojice oken v patrech dekorují štukové ornamenty. Přízemí zdobí pásová bosáž a v jeho středu je kamenný vjezdový portál, nad kterým je umístěna přes 1 m vysoká pískovcová socha Panny Marie Immaculaty – v rozevlátém šatě a se svatozáří, stojící se sepjatýma rukama na zeměkouli ovinuté hadem.
Objekt je od roku 1964 chráněn jako kulturní památka a od roku 1995 zařazen na Seznam UNESCO v rámci historického centra Prahy.

## Vlastnictví domu
Více než 200 let není osud budovy znám kvůli shoření dosud nezpracovaných kontraktních (katastrálních) knih Starého Města Pražského.[zdroj?]
- 1621 – dům postoupen královskou komorou svobodnému pánovi Alexanderu zu Grotte
- 1689 – dům shořel při takzvaném Francouzském požáru
- 1760 – dům patří rytířům z Losenau (původně německá větev Losyů z Losinthalu)
- 1876 – dům zakoupen rodinou Procházků
- 1928 – dům zakoupen židovskou rodinou Kohnových
- 1941 – dům zkonfiskován
- 1946 – dům znárodněn
- 1964 – objekt zařazen jako Nemovitá kulturní památka, památkově chráněno, rejst. č. ÚSKP 38758/1-380 – městský dům U Opic, (U Opitzů)[3]
- 1971 – objekt zařazen do území Pražské památkové rezervace (PPR), rejst. č. ÚSKP 1028 – Praha
- 1959 – dům využíván jako divadelní dílna pro státní podnik Divadelní služba
- 1993 – po rozdělení Československa dům zakoupen Slovenskou republikou pro ambasádu, nezrealizováno
- 1995 – objekt zařazen na Seznam světového kulturního a přírodního dědictví UNESCO rejst. č. ÚSKP 1 – Historické centrum Prahy
- 2002 – dům zakoupen italským investorem pro kancelářské prostory, nezrealizováno
- 2007 – dům zakoupen rakouskou bankou Raiffeisen Landesbank Oberösterreich a zrenovován jako Oberösterreich.Haus, pro své zastoupení v České republice a kancelářskou budovu BC Dlouhá 29 s.r.o.

## Fotogalerie

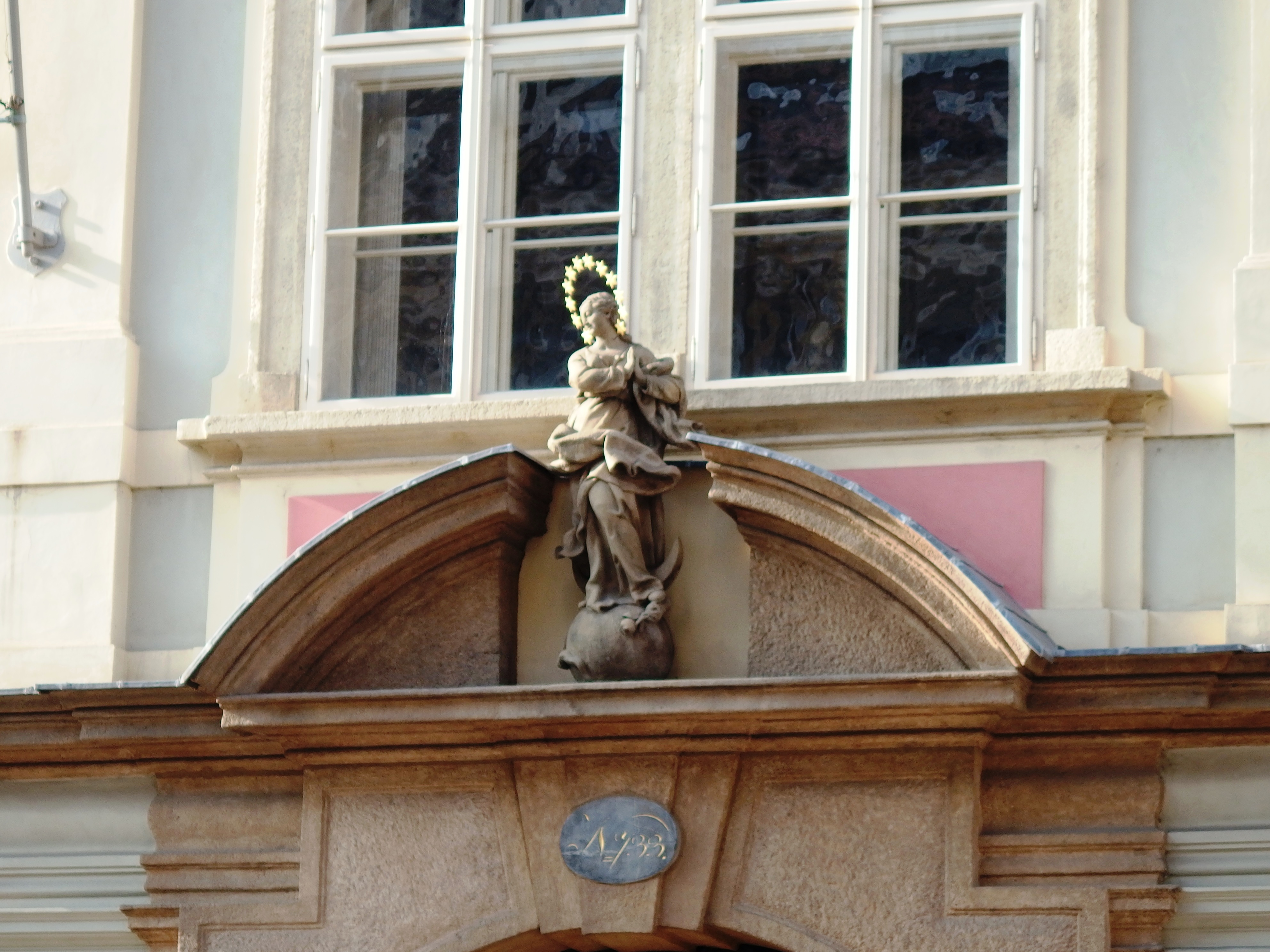
Socha Panny Marie Immaculaty nad vstupním portálem
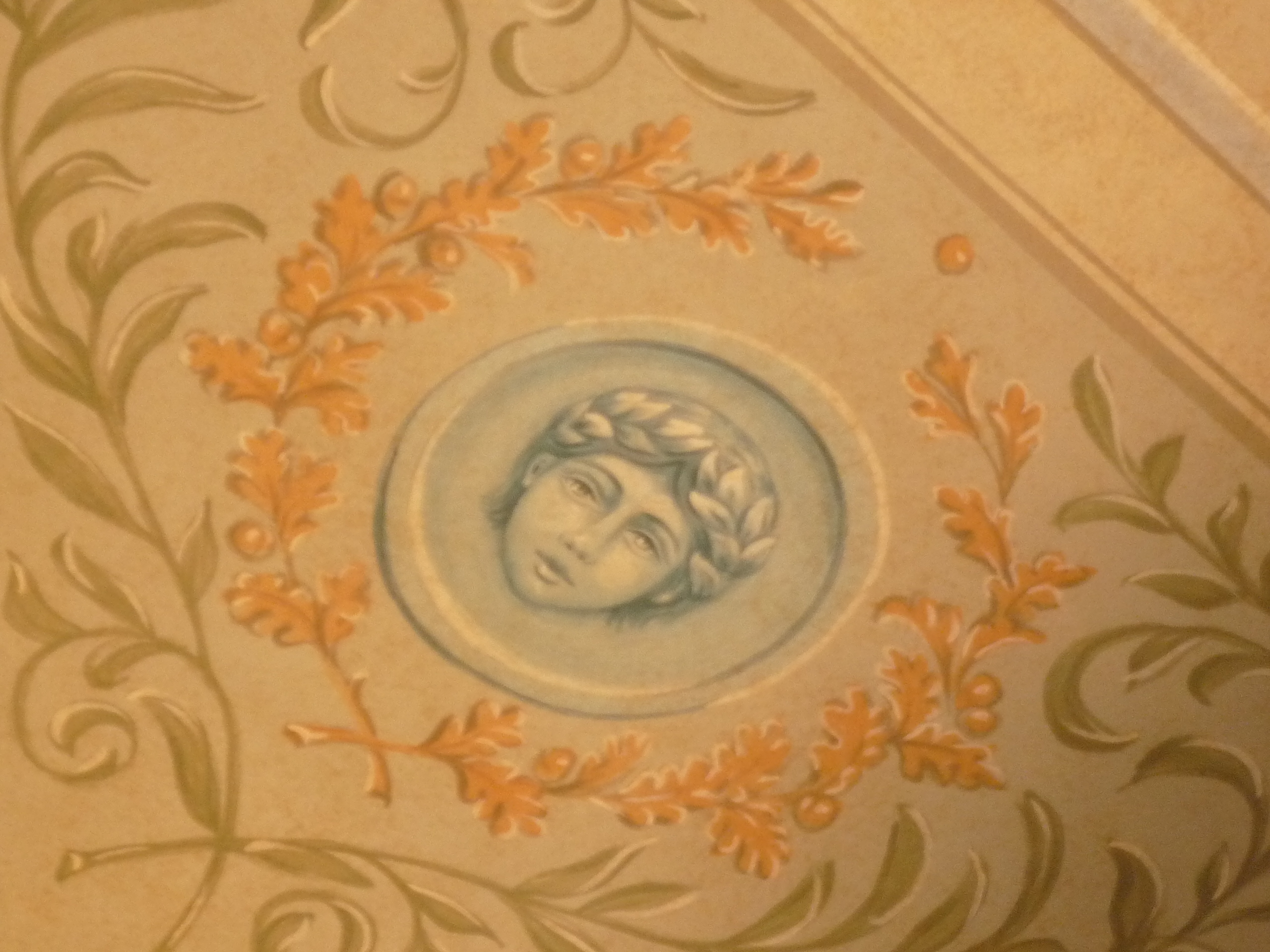
Stropní freska
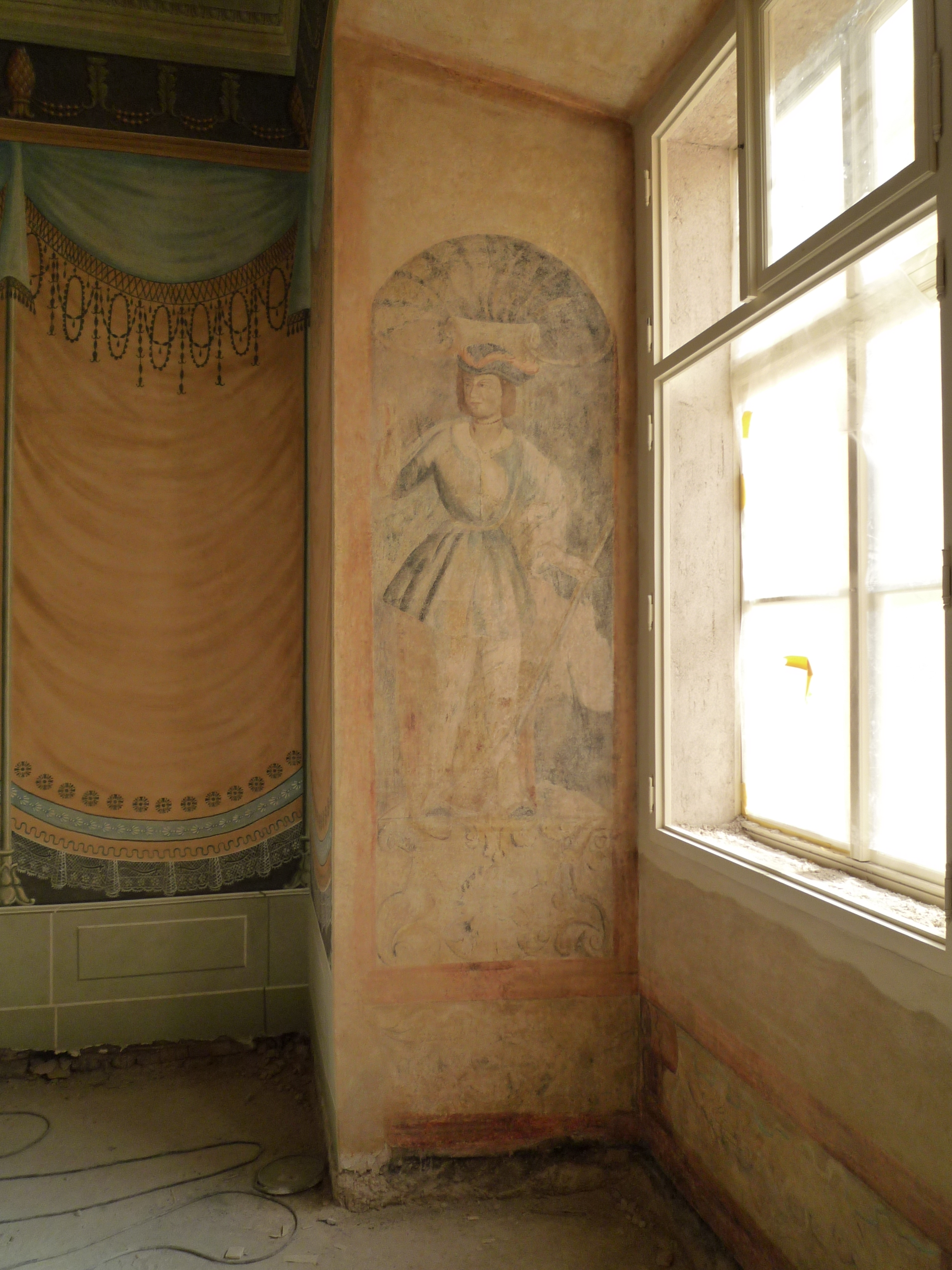
Restaurátorsky obnovená freska v jednom ze sálů
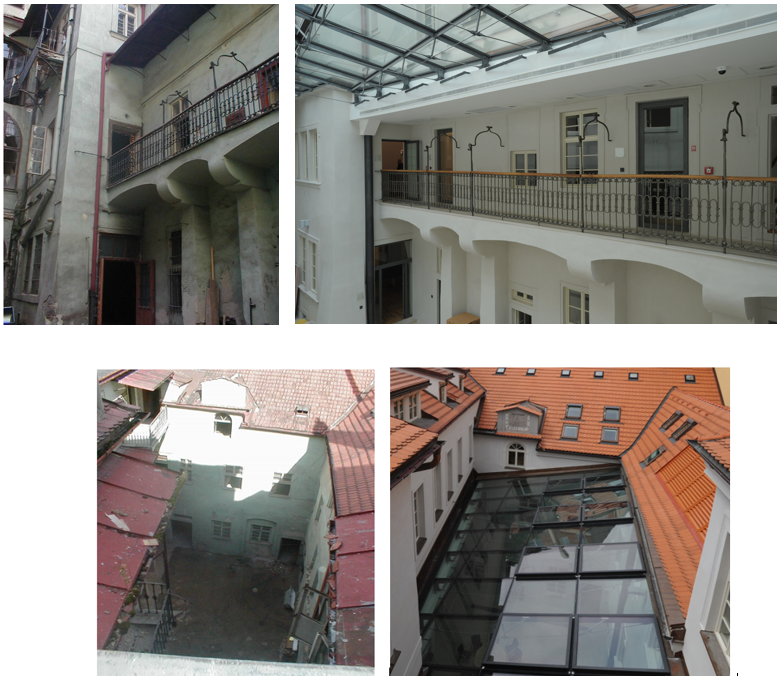
Původní a rekonstruovaný stav atria, pavlačí a střechy